# Jiancaoping
 Jiancaoping är ett stadsdistrikt i Taiyuan i Shanxi-provinsen i norra Kina.